# Andrena platydepressa
Andrena platydepressa is een vliesvleugelig insect uit de familie Andrenidae. De wetenschappelijke naam van de soort is voor het eerst geldig gepubliceerd in 1995 door Tadauchi & Xu.